# Krasnoarmiejskoje (rejon engielski)
Krasnoarmiejskoje (ros. Красноармейское) – wieś (sieło) w Rosji, w obwodzie saratowskim, w rejonie engelskim. W 2010 liczyło 955 mieszkańców.